# 65-та армія (СРСР)
Шістдеся́т п'́ята а́рмія (65 А) — загальновійськова армія у складі Збройних сил СРСР під час Німецько-радянської війни з 22 жовтня 1942 по травень 1946. У травні 1946 армія перетворена на 7-му механізовану армію.

## Командування
- Командувачі:
  - генерал-лейтенант, з червня 1944 — генерал-полковник Батов П. І. (жовтень 1942 — до кінця війни).